# Балаган-Тас
Балаган-Тас (якут. Балаҕан Таас; эвен. Мунэде) — потухший вулкан в Момском районе Якутии. Находится на правобережье реки Момы, в 10 км от реки близ северного полярного круга на продолжении тектонического разлома.
По форме вулкан представляет собой почти правильный конус, усечённый примерно на одну четверть, возвышающийся приблизительно на 300 метров на окружающей местностью. Основание конуса представляет собой почти правильную окружность диаметром 1100—1200 м. Вулканический конус не является частью горной гряды и хорошо выделяется в ландшафте. Поверхность склонов ровная. Конус наклонён к юго-западу, крутизна наклонов (по замеру верхней кромки) около 2-х градусов. Склоны пологие, в среднем угол наклона не превышает 20-22 градуса. Абсолютная высота 992 метра.
Кратер вулкана имеет почти правильную кольцеобразную форму диаметром около 120 метров. Глубина кратера 12-15 м. Дно кратера покрыто растительным слоем, мощность почвенно-растительного слоя не превышает 1 метра. По косвенным данным возраст вулкана Балаган-Тас не превышает нескольких сотен лет.
Своё название «Балаган-Тас» получил за схожесть с якутской юртой.